# 馬切伊·薩德洛克
馬切伊·薩德洛克（波蘭語：Maciej Sadlok；1989年6月29日—）是一位波蘭足球運動員。在場上的位置是中後衛。他現在效力於波蘭足球甲級聯賽球隊維斯瓦克拉科夫足球俱樂部。他也曾效力於華沙波蘭人足球俱樂部。他也代表波蘭國家足球隊參賽。